# Tomakivka
Tomakivka (en ucraniano: Томаківка) es un pueblo ucraniano perteneciente al óblast de Dnipropetrovsk. Situado en el centro del país, es parte del raión de Níkopol y centro del municipio (hromada) homónimo.

## Toponimia
El nombre del lugar en ruso es Tomakovka (en ruso: Томаковка).  

## Geografía
Tomakivka está situado en la confluencia de los ríos Tomakivka y Kislichuvata, 31 km al oeste de Zaporiyia y 73 km al sur de Dnipró.  

## Historia
En 1535, la primera hueste cosaca fundada dentro de los límites de la actual ciudad de Márjanets fue el Sich de Tomakivka, ubicada en la isla Tomakivka, cerca de la desembocadura del río Tomakivka. En 1552, se estableció un asentamiento permanente en la región con el nombre de Ujod Tomakivka.
Los investigadores creen que Tomakovka se fundó en el siglo XVII y el  asentamiento moderno de Tomakivka tiene raíces directas en la antigua hueste cosaca de la isla de Tomakivka. Después de que se abolió la autonomía del hetmanato cosaco en 1764, muchas de esas aldeas cosacas estaban más densamente pobladas. En 1777, a Tomakivka se le concedió el estatus de slobodá.
Durante un corto período de tiempo (agosto-noviembre de 1939), el pueblo de Tomakivka se llamó Kalinino. En 1956 el pueblo de Tomakivka recibió el estatus de asentamiento de tipo urbano.
Hasta el 18 de julio de 2020, Tomakivka fue el centro del raión de Tomakivka. El raión fue abolido en julio de 2020 como parte de la reforma administrativa de Ucrania, que redujo el número de raiones del óblast de Dnipropetrovsk a siete. El territorio del raión de Yúrivka se fusionó con el raión de Pavlogrado.En 2023, Tomakivka perdió el estatus de asentamiento de tipo urbano debido a la eliminación de este estatus administrativo.

## Demografía
La evolución de la población de Tomakivka entre 1959 y 2022 fue la siguiente:
| 6538                                                          | 5759 | 6796 | 7697 | 8090 | 7135 | 7132 | 7073 | 6559 |
| (Fuente: Cities & Towns of Ukraine y UKRAINE: Größere Städte) |      |      |      |      |      |      |      |      |

Según el censo de 2001, la lengua materna de la mayoría de los habitantes, el 92,97%, es el ucraniano; del 6,46%, el ruso.

## Infraestructura

### Transporte
Por el pueblo de Tomakivka pasan las carreteras N-23 y T-0420. A 5 km del pueblo se encuentra la estación Mirova en la línea Zaporiyia-Níkopol. 